# William Joseph Seymour
William Joseph Seymour, né le 2 mai 1870 à Centerville, une localité de la Paroisse de Sainte-Marie en Louisiane, États-Unis, mort le 28 septembre 1922 à Los Angeles, a été le premier pasteur pentecôtiste et un défenseur de l’égalité raciale. Il est le leader à l’origine du Réveil d'Azusa Street et est considéré comme l’un des principaux, sinon l'artisan et fondateur du pentecôtisme.

## Biographie

### Jeunesse et formation
William Seymour est le fils de Simon et Phyllis Salabar Seymour, deux Afro-américains nés en esclavage. Baptisé à l'église catholique romaine de l'Assomption à Franklin, il fréquente l'église baptiste de New Providence à Centerville avec sa famille. La violence raciale dans le sud des États-Unis, très vive en Louisiane où la fréquence de lynchages de noirs est la plus élevée au pays, aura un impact sur les préoccupations de Seymour pour l'égalité raciale.
Dans les années 1890, William Seymour quitte le sud des États-Unis et visite les villes de Memphis, Saint-Louis et Indianapolis. Ce faisant, il échappe aux violences visant les Afro-Américains courantes dans le sud à cette époque. Bien qu'il ait rencontré des préjugés raciaux dans le Nord, ils n'ont pas été d'un niveau de violence comparable à ceux pratiqués dans le Sud.  En 1895, Seymour déménage à Indianapolis, où il fréquente une église méthodiste, la Simpson Chapel Methodist Episcopal Church.  C’est dans cette église que Seymour connaît l'expérience spirituelle de la "nouvelle naissance.
Pendant ses voyages, il a été fortement influencé par Daniel Sidney Warner de l’Evening Light Saints, un groupe apparenté au mouvement de sanctification prônant l'égalité raciale. Leur point de vue sur l’égalité raciale dans l’église marque sa théologie pour le reste de sa vie. En 1901, Seymour déménage à Cincinnati, où ses idées sur le mouvement de sanctification et l'intégration raciale sont façonnés par un collège biblique qu’il fréquente . À la même époque, il contracte la variole et devient aveugle de l'œil gauche. Guéri de la variole, il est ordonné pasteur par l’Evening Light Saints.  Seymour se rend ensuite à Jackson (Mississippi), où il visite Charles Price Jones, le fondateur de la Church of Christ (Holiness) USA .
En 1905, William Seymour entre dans un collège biblique ségrégationiste nouvellement formé, fondé par Charles Fox Parham à Houston où il assiste aux cours à l'extérieur, sous la fenêtre. Les enseignements de Parham sur le baptême du Saint-Esprit inspirent Seymour. Toutefois, ce dernier n'est pas d'accord avec certaines croyances de Parham, comme l'annihilationisme et la xénoglossie, le fait de parler des langues humaines sans les avoir apprises. Seymour développe une croyance en la glossolalie (parler en langues), considérant cette manifestation comme une confirmation des dons du Saint-Esprit, après en avoir été témoin dans l’école de Parham. Seymour ne reste toutefois que six semaines dans cette école et s'en va, las de voir Parham appliquer les lois en vigueur dans le pays. En fin de janvier ou début février 1906, Neely Terry demande à Seymour de diriger une église à Los Angeles, comme  pasteur. Sentant être appelé par Dieu, Seymour saisit cette occasion, malgré les souhaits de Parham, et déménage à Los Angeles.

### Ministère
Seymour arrive à Los Angeles le 22 février 1906, et commence à prêcher deux jours plus tard à l’église  du mouvement de sanctification dirigée par Julia Hutchins. Moins de deux semaines plus tard, il est expulsé de l’église par Hutchins, qui avait cadenassé la porte de l'église fermée, en raison de désaccords et d'indignations à propos des déclarations de Seymour au sujet de la glossolalie. Sans endroit où aller, Seymour emménage dans la maison d'Edward Lee, qui avait lancé un groupe de prière de maison. Le groupe croît rapidement et doit se déplacer dans la maison de Richard Asberry. Le 9 avril 1906, Lee parle en langues après l’imposition des mains de Seymour et le réveil d'Azusa Street commence. Seymour reçoit le baptême du Saint-Esprit trois jours plus tard, le 12 avril. Bientôt le groupe est devenu si nombreux que le poids des participants provoque l'effondrement de la véranda de la maison de Richard Asberry, forçant Seymour à trouver un nouvel emplacement. Le groupe s'installe alors dans le bâtiment d’une ancienne église méthodiste épiscopale africaine, sur Azusa Street, qui donnera son nom au mouvement.
Au début, le mouvement est racialement égalitaire. Noirs et Blancs prient ensemble, défiant la ségrégation en cours ,. En septembre 1906, les dirigeants du réveil commencent à imprimer le bulletin d'information Apostolic Faith (Foi apostolique), et soutienne que l'Esprit rassemble des gens de toutes origines et de toutes catégories sociales pour un réveil. William Seymour ne rejette pas seulement les barrières raciales existantes en faveur de "l'unité en Jésus-Christ", mais il rejette également les barrières de genre qui s'exercent alors de manière presque universelle à l'encontre des femmes dans toutes les fonctions de responsabilité au sein des églises. Peu après, des Latino-Américains commencent à assister aux réunions, après qu'un ouvrier américain d'origine mexicaine a reçu le baptême de l'Esprit le 13 avril 1906.
Dans son église d’Azusa Street, William Seymour prêche librement sa conception du Saint-Esprit et se trouve au centre d'un vaste mouvement de réveil qui dure de 1906 à 1909, et prend le nom de "Réveil d’Azuza Street". Il a été observé avec la plus grande attention par les églises protestantes traditionnelles. Certains trouvaient que les vues de Seymour étaient des hérésies, tandis que d'autres acceptaient ses vues et les propageaient dans leurs propres églises. Le mouvement résultant est appelé alors "pentecôtisme", par assimilation aux manifestations du Saint-Esprit lors de la journée de Pentecôte, narrée dans les deux premiers chapitres du livre des Actes des Apôtres. Charles Harrison Mason, fondateur de la Church of God in Christ, aurait reçu le baptême du Saint-Esprit durant le réveil .
En octobre 1906, Parham arrive au réveil d'Azusa. Il prêche à plusieurs reprises, puis, après avoir observé quelques pratiques extatiques et le mélange racial dans le culte, il commence à éprouver du dégoût pour l'état du réveil et à dire en chaire que Dieu est dégoûté de l'état du réveil. Seymour refusant de changer ses doctrines, Parham dénonce le réveil d'Azuza comme une parodie diabolique. Parham affirme en particulier que Seymour a corrompu l'enseignement du parler en langues. Parham croyait que les langues parlées devaient être une langue humaine reconnaissable (xénoglossie) et réservées aux seuls blancs américains, tandis que la théologie de Seymour optait pour une langue divine qui ne pouvait pas être comprise par des oreilles humaines (glossolalie). Parham dénonce ce point de vue et le qualifie de non biblique.  Il  dénonce également le mélange racial du réveil, provoquant une rupture avec Seymour.

### Développement du pentecôtisme et difficultés de William Seymour
Le réveil poursuivant son développement, des problèmes commencent à apparaître. Il n'a fallu que quelques années pour que les questions raciales au sein du mouvement deviennent source de division. En choisissant souvent des pasteurs blancs au lieu de pasteurs noirs pour le remplacer chaque fois qu'il quittait Los Angeles, William Seymour suscitait des peurs chez les membres noirs de son église. Des accusations infondées de détournement de fonds propagés par certains membres pesèrent lourdement sur Seymour, et affecte son influence dans l’église. D’autres missions affiliées au réveil d’Azuza Street ont commencé à ouvrir, occasionnant certaines différences avec les principes du réveil. La ségrégation raciale est rapidement devenue un problème dans le mouvement, et le problème a augmenté au fil du temps.
Le 13 mai 1908, William Seymour se marie avec Jennie Moore Evans. Cet évènement est un choc pour certains dans l'église, qui le perçoivent comme une violation de la sanctification et du message eschatologique de l'église. Peu après le mariage, la codirectrice du bulletin d'information Apostolic Faith (Foi apostolique), Clara Lum, quitte l’église soudainement et déménage à Portland, emportant les listes de diffusion. Elle refuse de les rendre à Seymour, bien qu'il soit venu la voir, et cela le prive d'un moyen important de diffusion de ses idées. La perte du bulletin est un coup dur pour le réveil d’Azusa Street.
Le plus grand coup porté à l'autorité de Seymour dans le mouvement vient plus tard, avec la fin de sa collaboration avec William Howard Durham (en), un prédicateur d'origine baptiste qui l'avait rejoint et le secondait depuis son église de Chicago. Au cours de l'une des tournées de Seymour en 1911, il demande à Durham s’il voulait l'accompagner comme prédicateur itinérant ; ce dernier accepte, mais, de tradition théologique réformée, ses positions critiques sur la doctrine pentecôtiste d’un salut en trois étapes provoquent un différend au sein du pentecôtisme naissant. Seymour lui demande de retourner à Azusa immédiatement, tandis que sa femme Jennie l'écartait de l’église pentecôtiste. Durham remis en question Seymour en contestant sa qualité de leader et sa théologie. Même après la mort de Durham en 1912, la communauté pentecôtiste reste divisée.

### Fin de vie
Le 28 septembre 1922, William Seymour subit deux crises cardiaques, et décède dans les bras de sa femme Jennie. Il est enterré dans le cimetière d'Evergreen à l’est de Los Angeles. Jennie Seymour est décédée le 2 juillet 1936, et est enterrée à côté de lui.

## Postérité

### Le Pentecôtisme et les mouvements charismatiques
L'Esprit du réveil s’est propagé partout aux États-Unis, et de nombreuses églises se sont inspirées d’Asuza Street, en particulier pour l'intégration raciale. En 1914, le pentecôtisme s'était étendu à presque toutes les grandes villes des États-Unis. Le message égalitaire était très attrayant pour beaucoup de gens qui subissaient des discriminations raciales, partout dans le monde . La mission se propage rapidement partout sur la planète; du Libéria, au Moyen-Orient, à la Suède et la Norvège, le message pentecôtiste a prospéré rapidement et beaucoup de missionnaires, été eux-mêmes témoins du réveil d’Azusa Street, ont diffusé le message. L’influence mondiale de Seymour s’est ainsi propagée au-delà de ses interactions directes avec les missions. Le pentecôtisme, le mouvement charismatique et le mouvement néo-charismatique trouvent leurs racines dans ce réveil. Alors qu'il y avait beaucoup d'autres réveils, comme ceux  produits à Topeka ou à Chicago, c’est le message égalitaire d’Azusa qui a eu le plus d’impact  ,. Beaucoup de doctrines spécifiques enseignées à Azusa, telles que la glossolalie, sont encore enseignées aujourd'hui, par opposition à la xénoglossie de Parham. On compte environ 78 millions de pentecôtistes, et 510 millions d’adhérents des différents mouvements charismatiques eux-mêmes issus ou inspirés par les pentecôtistes. Au total ce sont donc indirectement près de 600 millions de chrétiens qui sont issus du Réveil d'Asuza Street.